# Николаенко, Виталий Александрович
Виталий Александрович Николаенко (11 июня 1938, Грузинская ССР, СССР — 26 декабря 2003, Кроноцкий заповедник, Камчатка, Россия) — российский натуралист, известный исследователь биологии камчатского бурого медведя, фотограф и автор первого русского фотоальбома о медведях.

## Биография

### Родители
Родился в семье Александра Михайловича Николаенко (1916—1944) и Марии Дмитриевны, урождённой Осенней. Согласно легенде предок Николаенко по линии матери был беспризорником и получил фамилию по предлагаемому времени рождения. В годы репрессий семья была вынуждена скрывать, что в 1904—1907 годах, годы первой русской революции, некий Ефим Николаевич Осенний был волостным старшиной Краснослободской волости. К 25 годам Дмитрий Осенний осел в том самом селе Красна Слобода (ныне село Червоная Слобода Сумской области, тогда центре Краснослободской волости Роменского уезда Полтавской губернии). Он был предприимчивым и работоспособным человеком, сам конструировал сеялки и молотилки, скопил капитал, обзавёлся землёй и большим подворьем. Во время коллективизации всё отдал в колхоз и бежал с семьёй в Ростов-на-Дону. Дочь Марию, будущую мать Виталия, отправил к другу в Тбилиси, где Мария Осенняя вскоре вышла замуж за сына друга отца.
Александр Николаенко, по специальности электросварщик, был мобилизован в 1939 году, когда только что родившемуся сыну было 8 месяцев. Гвардии старший сержант А. М. Николаенко прошёл финскую и Великую Отечественную войны, и 26 марта 1944 в городе Чорткове Тернопольской области погиб от отравления. Мария Николаенко вместе с сыном вернулась в Ростов, после войны вышла замуж за фронтовика Ивана Сафроновича Андрейченко, который и воспитал Виталия. Отцу, матери и отчиму Виталий Николаенко посвятил свою единственную книгу.

### Ранние годы
О своём детстве Виталий вспоминал в автобиографии: «Первые уроки жизни я постигал в уличной стае. Мы играли войну, футбол, карты, гоняли голубей, дрались „улица на улицу“ и до голодного обморока купались в Дону». С 15 лет начал много читать, но по-настоящему самообразованием занялся после армии. Вступил в комсомол. Как пишет Николаенко: «Я культивировал в себе публичность: писал и читал стихи, играл в спектаклях, пел песни времён войны, танцевал в казачьем ансамбле, ораторствовал на комсомольских собраниях». В 9-м классе награждён грамотой ЦК ВЛКСМ.
Служба в армии прошла на Урале, где Виталий 3 года охранял шахты с боевыми ракетами. Был комсоргом батальона. Часто дискуссии на политзанятиях заканчивались для него нарядами вне очереди, а чтение на посту — гауптвахтой. Николаенко описал свою армейскую жизнь в очерке объёмом в общую тетрадь. Оказавшись в КГБ, этот очерк стоил нескольким офицерам очередных званий, а Виталию отсрочки демобилизации на месяц.
Перелом произошёл после Новочеркасских событий. Николаенко отнёс в райком комсомольский билет и заявление: «Пребывание в комсомоле в настоящее время считаю нецелесообразным». Этим он навсегда перекрыл для себя возможность получить высшее образование.
Сменил множество работ. Работал полотёром, по собственным выкройкам шил модную одежду. Год был водителем на целине в Казахстане. Служил экскурсоводом в художественном музее Ростова и попробовал себя в роли комментатора на показе моды. В мае 1965 Николаенко поехал на заработки на Камчатку в селёдочную путину, добывал рыбу в бухте Лаврова. Через год в 1966 снова приехал на Камчатку в колхоз «Путь Ленина» в Усть-Камчатске. Остался там на зиму директором Дома культуры. Летом 1967 на путине в Озерновском рыбокомбинате. Вскоре после этого перебрался в Петропавловск и устроился инструктором по туризму на базе «Снежная».

### В Кроноцком заповеднике
Осенью 1969 Николаенко впервые попал в Долину гейзеров, когда областной совет по туризму направил его туда для консервации туристического маршрута. Летом 1970 года Виталий был назначен заведующим приютом Долины гейзеров, важнейшей точки туристического маршрута. Осенью того же года Николаенко перешёл на работу в Кроноцкий заповедник.
В середине 70-х был ранен в столкновении с браконьерами. В результате ранения нога стала короче на 7 сантиметров. Удлинить ногу удалось с помощью аппарата Илизарова, и Николаенко чудом избежал инвалидности.
Николаенко работал в Кроноцком заповеднике на Камчатке, занимаясь охраной медведей и противодействием браконьерам.
Не имея специального биологического образования, Николаенко независимо открыл и разработал «метод фокального животного». Он выбирал одного самца, индифферентно или доброжелательно относящегося к человеку, и постоянно следовал за ним, постепенно приучая его к своему присутствию. Первым таким зверем был старый медведь по кличке «Корноухий». После смерти Корноухого от старости его сменил «Добрыня» — медведь, который точно соответствовал своей кличке и богатырской статью, и нравом. Николаенко создал фонд для охраны камчатского бурого медведя, названный в честь его любимого зверя «Добрыня». Николаенко стал знаменит как фотограф после публикации снимков камчатских медведей с близкого расстояния. Он написал книгу «Камчатский медведь», также он был автором статей (например, «Беззащитный хищник»), посвящённых охране камчатских медведей. При наблюдении за медведями принципиально не носил с собой оружия. Занимаясь изучением камчатских медведей, специально для наблюдений за ними Николаенко оборудовал  обширную территорию, он своими руками построил дом в Долине гейзеров и 9 переходных избушек, обеспечивавших наблюдателей за медведями сетью помещений для ночевок. Сейчас его избушками пользуются продолжатели его дела, в частности, фотограф-натуралист Игорь Шпиленок.
Также он изучал Долину Гейзеров, давал гейзерам имена и даже «запустил» один из них. Вот рассказ об этом событии:
«Однажды Николаенко разобрал часть естественной каменной стенки, перекрывавшей сток из ванны Грота, и тем самым уменьшил уровень воды в ванне и в пещере сантиметров на 15-20. Это дало в общем-то прогнозируемый, но абсолютно неожиданный по масштабам эффект. Грот начал извергаться! И извержения эти оказались колоссальной силы» — Андрей Нечаев, «Долина гейзеров».
Свои отношения с медведями Виталий описывал такими словами:

«В моей жизни было два главных медведя — Корноухий и Добрыня. Корноухий сделал из меня фотографа, Добрыня — наблюдателя, ну а благодаря всем остальным я стал научным сотрудником… Медведей я тоже считаю своими „ребятами“, меня с ними роднит не только медвежий облик, но и звериная страсть следопыта. Выходя в маршрут, дрожу, как охотничья собака, от нетерпения встречи с медведем» — Виталий Николаенко, «Камчатский медведь».
О нём снимали документальные фильмы и писали журналисты, которые дали Николаенко прозвище «Человек, который разговаривает с медведями». При этом учёный отличался некоторой экстравагантностью, так он отметил новый 2001 год вместе с медведем, с ёлкой, ёлочными игрушками и поздравительной речью.

### Гибель
Достоверно известно, что Николаенко был убит медведем в конце (возможно, 26 декабря) 2003 года, а труп обнаружен в самом начале (возможно, 1 января) 2004. По основной версии, учёный шёл за хищником, намереваясь сфотографировать момент его залегания в берлогу (снимок, который стал бы уникальным и сенсационным, так как подобных фотографий не существует), но медведь сзади напал на него, убил ударом лапы и убежал. Медведь не был найден и не был застрелен. Рядом с телом был обнаружен пустой баллончик из-под перечного спрея, весь заряд которого ушёл в снег — с его помощью учёный пытался и не успел себя защитить.

## Семья
- Жена — Татьяна Геворковна[13], урождённая ?
  - Сын — Андрей
  - Дочь — Екатерина